# Лиса Гора (заказник)
Ли́са Гора́ — ботанічний заказник місцевого значення в Україні. Розташований у межах Бобровицького району Чернігівської області, на північний захід від села Кобижча. 
Площа 217 га. Статус присвоєно згідно з рішенням Чернігівського облвиконкому від 04.12.1978 року № 529; від 27.12.1984 року № 454; від 28.08.1989 року № 164. Перебуває у віданні ДП «Ніжинське лісове господарство» (Коляжинське л-во, кв. 17-20). 
Статус присвоєно для збереження частини лісового масиву з насадженнями сосни і берези віком 30-50 років. У домішку — дуб, вільха.
В трав'яному покриві зростають бореальні види-супутники сосни та зелені мохи: плевроцій Шребера, дикран зморшкуватий, леукобрій сизий.